# Зарічне (Тунгіро-Ольокминський район)
Зарі́чне (рос. Заречное) — село у складі Тунгіро-Ольокминського району Забайкальського краю, Росія. Адміністративний центр та єдиний населений пункт Заріченського сільського поселення.

## Населення
Населення — 271 особа (2010; 307 у 2002).
Національний склад (станом на 2002 рік):
- росіяни — 78 %